# Rio Sono
Rio Sono är en kommun i Brasilien.   Den ligger i delstaten Tocantins, i den centrala delen av landet, 700 km norr om huvudstaden Brasília. Antalet invånare är 6 259.
Omgivningarna runt Rio Sono är huvudsakligen savann. Trakten runt Rio Sono är nära nog obefolkad, med mindre än två invånare per kvadratkilometer.